# Sangay-Opossummaus
Die Sangay-Opossummaus (Caenolestes sangay) ist eine Art der Eigentlichen Opossummäuse innerhalb der Mausopossums (Caenolestidae). Sie wurde erst 2013 beschrieben und ist bisher nur aus dem Nationalpark Sangay in Ecuador bekannt, nach dem sie benannt wurde.

## Merkmale
Die Sangay-Opossummaus erreicht eine Gesamtlänge von 216 bis 260 Millimetern bei einer Kopf-Rumpf-Länge von 99 bis 137 Millimetern und einer Schwanzlänge von etwa 95 bis 130 Millimetern, das Gewicht beträgt etwa 40 Gramm. Der Rücken ist braungrau. Die Basis der Haare am Bauch ist grau die Spitzen sind hell, so dass sich insgesamt eine cremefarbene bis helle Bauchfärbung ergibt, ein Brustfleck fehlt. Der Schwanz ist dicht mit kurzen Haaren bedeckt, auf der Oberseite dunkel und auf der Unterseite braun gefärbt. Von ihren Verwandten unterscheidet sich die Art morphologisch vor allem durch die große Gaumenbeinöffnung und das Diastema zwischen dem äußeren Schneidezahn (I4) und dem Eckzahn (C).

## Lebensraum
Alle bisher gefangenen Exemplare der Sangay-Opossummaus stammen aus 2050 bis 3500 hoch gelegenen Wolken- und Nebelwäldern am östlichen Abhang der Anden in Ecuador, einer Region mit einem hohen Anteil endemischer Arten. Die Art scheint selten zu sein und kommt sowohl an steilen Hängen als auch auf ebenen Abschnitten ihres Lebensraums vor.
Andere im gleichen Biotop vorkommende und mit der Sangay-Opossummaus sympatrisch lebende Kleinsäuger sind drei verschiedene Arten von Paramo-Mäusen (Thomasomys), die Reisratte Nephelomys albigularis, die Kleinstreisratte Microryzomys minutus und zwei Arten der Südamerikanischen Feldmäuse (Akodon).
Die Mägen der zur Erstbeschreibung untersuchten Exemplare enthielten Überreste von Insekten und Pflanzen, darunter die Larve eines Schnellkäfers, eine Wolfsspinne, eine Erzwespe, Flügel von Zweiflüglern und schwarze Haare, Früchte, Laubmoose und Rhizome, sowie einen Plattwurm, der möglicherweise ein Endoparasit war.